# Дівчина Араратської долини
«Дівчина Араратської долини» (рос. «Девушка Араратской долины») — вірменський радянський художній фільм 1949 року кінорежисера Амо Бек-Назаряна.

## Сюжет
Тигран, голова колгоспу, працює не напружуючись, розраховуючи на оперативність.

## Актори
- Авет Восканян — Аршак
- Гурген Шахназарян — Матос
- Степан Кеворков — Татос
- Гай Данзас — перукар
- Давид Погосян — Левон
- Татевос Сар'ян — директор
- Карп Хачванкян — Poghos
- Метаксія Сімонян — Ануш
- Дмитро Кіпіані — Тигран
- Є. Арутюнян — мати Тиграна
- Гурген Габріелян — Сако
- В. Явурян — Рубен
- Арам Амірбекян — Мінас
- В. Утунджян — Маро
- Хорен Абрамян — фермер
- Агасі Бабаян
- А. Кепіков